# Linda Hazzard
Linda Laura Hazzard (rozená Burfield; 18. prosince 1867 Carver – 24. června 1938 Olalla), přezdívaná „doktorka hladovění”, byla americká šarlatánka, podvodnice a odsouzená sériová vražedkyně, která se proslavila propagací půstu, hladovění a několikahodinových klystýrů. V roce 1911 byla ve státě Washington shledána vinnou z neúmyslného zabití a odsouzena ke dvěma až dvaceti letům nucených prací za to, že na počátku 20. století zabila nejméně 15 lidí pro finanční zisk v sanatoriu, které provozovala nedaleko Seattlu. Po odpykání pouhých dvou let byla podmínečně propuštěna a později, pod podmínkou, že se přestěhuje na Nový Zéland, obdržela v roce 1916 od guvernéra Ernesta Listera plnou milost. Linda Hazzard zemřela ve věku 70 let poté, co se podrobila svým léčebným metodám.

## Život
Narodila se jako Lynda Laura Burfield v Carverru v Minnesotě jako nejstarší ze sedmi dětí Susanny Neil (rozené Wakefield) a Montgomeryho Burfielda. Hazzard neměla lékařský diplom, ale získala licenci k výkonu lékařské praxe ve státě Washington díky mezeře v zákonu, která umožňovala výkon povolání bez diplomu některým lékařům alternativní medicíny. Podle své knihy The Science of Fasting (v překladu: Věda o půstu) studovala u doktora Edwarda Hookera Deweyho, známého zastánce půstu.
Vyvinula metodu půstu, o níž tvrdila, že je všelékem na nejrůznější nemoci a zbavuje tělo toxinů, které způsobují nerovnováhu v těle. V průběhu své kariéry napsala tři knihy o tom, co prohlašovala za vědeckou podstatu půstu a jak se jím dají léčit nemoci. První z nich byla Fasting for the Cure of Disease (1908, v překladu: Půst k léčení nemocí), následovaný knihou Diet in Disease and Systemic Cleansing (1917, v překladu: Dieta při nemoci a systémová očista). Páté, přepracované a rozšířené vydání knihy Fasting for the Cure of Disease vyšlo v roce 1927 pod názvem Scientific Fasting: The Ancient and Modern Key to Health (v překladu: Vědecký půst: Starodávný a moderní klíč ke zdraví).
Linda Hazzard založila „sanatorium” Wilderness Heights ve městě Olalla ve státě Washington, kde se pacienti po několik dní, týdnů nebo měsíců postili na dietě sestávající z malého množství rajčat, chřestové šťávy a příležitostně pomerančové šťávy. Zatímco někteří pacienti přežili a metody Lindy Hazzard veřejně schvalovali, desítky pacientů v její péči zemřeli. Hazzard tvrdila, že zemřelí podlehli nezjištěným nebo dosud nediagnostikovaným nemocem, jako byla rakovina nebo cirhóza. Její odpůrci tvrdili, že všichni zemřeli hlady. Místní obyvatelé v Olalle označovali sanatorium jako „Hladové výšiny”.
Lindin manžel Samuel Chrisman Hazzard (1869–1946) byl místním známý svou častou opilostí, podvodům a na svědomí měl i bigamii, za což byl pravomocně odsouzen. Oba manželé měli podle pozdějšího vyšetřování okrádat své pacienty o šperky a cennosti. Některé pacienty falešně prohlašovali za duševně nemocné a neschopné, aby tak převzali za ně plnou moc a mohli si přivlastnit jejich majetek. Linda Hazzard téké neváhala vybírat mrtvým pacientům zlaté zuby a prodávat je zubaři.
V roce 1912 byla Linda Hazzard odsouzena za neúmyslné zabití Claire Williamson, bohaté Britky, která v době smrti vážila méně než 23 kilogramů. Při soudním procesu bylo prokázáno, že Hazzard zfalšovala závěť Claire Williamson a ukradla většinu jejích cenností. Léčbu podstoupila i sestra Claire Williamson, Dorothea, která údajně přežila jen díky tomu, že se včas objevil rodinná přítelkyně a odvezla ji ze sanatoria. Předpokládá se, že jedné ze sester se podařilo propašovat telegram, aby upozornila jejich guvernantku, která žila v Austrálii. V době jejího příjezdu však Claire již byla mrtvá. Dorothea byla příliš slabá na to, aby mohla odejít sama, vážila necelých 27 kilogramů. Později svědčila proti Lindě Hazzard u soudu. 
Hazzard byla odsouzena ke dvěma až dvaceti letům vězení, které si odpykala ve washingtonské státní věznici ve Walla Walla. Dne 26. prosince 1915 byla po dvou letech podmínečně propuštěna a následujícího roku jí guvernér Ernest Lister udělil plnou milost. Hazzard se s manželem Samuelem přestěhovala na Nový Zéland, kde do roku 1920 vykonávala praxi dietoložky a osteopatky. V roce 1917 přinesly noviny Whanganui zprávu, že je Linda Hazzard držitelkou lékařského osvědčení od lékařské rady státu Washington. Protože používala titul „doktorka”, byla v Aucklandu obviněna podle zákona o praktických lékařích z provozování lékařské praxe, ačkoli k tomu nebyla registrována, shledána vinnou a pokutována částkou 5 liber a náklady. O tři roky později se vrátila do Olally, otevřela nové sanatorium (veřejně známé jako „škola zdraví”, protože jí byla odebrána lékařská licence) a pokračovala v dohledu nad půsty, dokud sanatorium v roce 1935 nevyhořelo do základů a nikdy nebylo obnoveno.
Linda Hazzard zemřela v roce 1938 v důsledku hladovění při pokusu o léčbu půstem.

## Deník Earla Edwarda Erdmana
Dne 28. března 1910 zemřel v nemocnici v Seattlu na následky vyhladovění Earl Edward Erdman, stavební inženýr města Seattle. Erdman si vedl deník, který podrobně popisoval léčbu Lindy Hazzard. Poskytl vhled do způsobu, jakým se chovala ke svým pacientům. Následují výňatky z jeho deníku:
1. února – Návštěva doktorky Hazzardové a zahájení léčby tohoto dne. Žádná snídaně. K večeři krémová polévka. Večeře s kaší.
5. až 7. února – Snídaně s jedním pomerančem. Večeře s krémovou polévkou. Večeře s kaší.
8. února – Snídaně s jedním pomerančem. Krémová polévka k večeři. Pozdní večeře s krémovou polévkou.
9. až 11. února – Snídaně s jedním pomerančem. Scezená polévka k večeři. Pozdní večeře se scezenou polévkou.
12. února – Jeden pomeranč k snídani. Večeře s s jedním pomerančem. Pozdní večeře s s jedním pomerančem.
13. února – Dva pomeranče k snídani. Žádná večeře. Žádná pozdní večeře.
14. února – Jeden šálek scezeného rajčatového vývaru v 18 hodin.
15. února – Jeden šálek horké scezené rajčatové polévky večer a ráno.
16. února – Jeden šálek horké scezené rajčatové polévky dopoledne a odpoledne. Hlava se mi docela motá. Oči žluté a červené.
17. února – Snědeny tři pomeranče. 
19. února – Dnes návštěva doktora (Dawsona) v jeho domě. V sobotu večer jsem se dobře vyspal. 
20. února – V 10 hodin dopoledne jsem snědl scezenou šťávu ze dvou malých pomerančů. V 17 hodin jsem snědl scezenou šťávu ze dvou malých pomerančů.
21. února – Snědl jsem jeden šálek ustáleného a scezeného rajčatového vývaru. Dnes bolesti zad těsně pod žebry.
22. února – V 10 hodin jsem snědl šťávu ze dvou malých pomerančů. Dnes bolesti zad v pravém boku těsně pod žebry.
23. února – V noci jsem spal jen málo. V 9 hodin ráno dva malé pomeranče. Šel jsem po mléku a cítil se velmi špatně. V 18 hodin dva malé pomeranče.
24. února – V noci na středu se mi spalo lépe. Ráno jakási čelní bolest hlavy. V 10:00 jsem snědl dva malé pomeranče. V 18:00 jeden a půl šálku horké rajské polévky. 25 minut bušení srdce a značný pot.
25. února – Ve čtvrtek večer jsem se docela dobře vyspal. Snědl jsem jeden a půl šálku rajčatového vývaru v 11:00. Jeden a půl šálku rajčatového vývaru v 18:00. Bolest vpravo pod žebry.

26. února – V noci na pátek se mi moc dobře nespalo. Bolest v pravém boku těsně pod žebry v zádech. V noci bolest ustala. Jeden a půl šálku rajčatového vývaru v 10:45. Dva a půl malých pomerančů v 16:30. Odpoledne jsem se cítil lépe než za poslední týden…
Tato dieta pokračovala víceméně beze změny až do jeho hospitalizace 28. března 1910. Toho dne odpoledne zemřel, těsně předtím, než měl jeho spolupracovník poskytnout transfuzi krve. 

## Úmrtí připisovaná Lindě Hazzard
1908
- Lenora (paní Elginová) Wilcoxová
- Daisey Maud Haglundová (matka zakladatele restaurace Ivar's Ivara Haglunda) – Oficiální příčinou její smrti byla rakovina žaludku. Kvůli neschopnosti jíst by zemřela hlady i bez pomoci Lindy Hazzard.[11]
- Ida Wilcoxová[9]

1909
- Blanche B. Tindallová
- Viola Heatonová
- Eugene Stanley Wakelin – Zemřel na následky průstřelu hlavy na pozemku Lindy Hazzard. Zda byla za střelbu zodpovědná, není známo, i když se o tom spekuluje.[9]

1910
- Maude Whitneyová[9]
- Earl Edward Erdman
- Lewis Emerson Rader[12]

1911
- Frank Southard
- C.A. Harrison
- Ivan Flux
- Claire Williamsonová

1912
- Mary Baileyová
- Ida Andersonová
- Robert Gramm
- Fred Ebson – Pod dohledem dalšího půstového nadšence